# Горбунов, Борис Николаевич
Горбунов Борис Николаевич (22 января 1901, Киев — 22 июля 1944, Киев) — специалист в области тяжелой металлургии и мостостроения. Доктор технических наук (1936 год), профессор (1935 год), член-корреспондент Академии Наук УССР (1939 год). 

## Биография
Образование получил в Киевском политехническом институте, который окончил в 1925 году. Далее работал в  управлении строительства больших мостов, с 1927 по 1930 год работал в Киевском мостовом испытательном институте. С 1926 года преподавал в Институте технической механики ВУАН, а так же в Киевском художественном институте и Киевском политехническом институте. С 1930 года занял должность профессора и заведующего кафедрой мостов в Киевском институте железнодорожного транспорта. С 1932 по 1944 годы работал заведующим отдела сварных конструкций в Институте механики Академик Наук УССР, параллельно преподавал занимался исследованиями. С началом Великой Отечественной войны, в июле 1941 года был эвакуирован с почти 400-ми академиками, членами-корреспондентами и другими научными работниками Академии наук УССР в Уфу. 
Научная деятельность сосредотачивалась вокруг теоретических и экспериментальных исследований прочности сварных конструкций,  сопротивления сварных балок при пластичной деформаций, теории усадочных напряжений, сопротивления сварных соединений при вибрационной нагрузке, принципах проектирования сварных мостов, влияния усадочных напряжений на прочность сварных конструкций, последовательности сварки двутавров.
Скончался 22 июля 1944 года в Киеве. Похоронен на Байковом кладбище. В 1961 году в его честь названа улица в Киеве.

## Работы
- Способы автоматической сварки блоков К., 1938;
- Деформации балок и стержней при автоматической сварке. К., 1938;
- Приближенные методы расчета вагонных рам из тонкостенных стержней. Москва, 1946;
- Расчет вагонных рам из тонкостенных профилей. К., 1947 (все — соавторстве).